# Мрочкув
Мрочкув (пол. Mroczków) — село в Польщі, у гміні Бліжин Скаржиського повіту Свентокшиського воєводства.
Населення — 596 осіб (2011).
У 1975-1998 роках село належало до Келецького воєводства.

## Демографія
Демографічна структура на день 31 березня 2011 року:
|          | Загалом | Допрацездатний вік | Працездатний вік | Постпрацездатний вік |
| -------- | ------- | ------------------ | ---------------- | -------------------- |
| Чоловіки | 312     | 74                 | 205              | 33                   |
| Жінки    | 284     | 40                 | 167              | 77                   |
| Разом    | 596     | 114                | 372              | 110                  |